# Rothenburg (Alta Lusàcia)
Rothenburg (alt sòrab: Rózbork) és un municipi alemany que pertany a l'estat de Saxònia. És la ciutat més oriental d'Alemanya, vora la frontera amb Polònia, als marges del riu Neisse.

## Districtes
- Steinbach
- Lodenau
- Neusorge
- Bremenhain
- Geheege
- Nieder-Neundorf
- Uhsmannsdorf

## Història
La ciutat va ser esmentada per primera vegada el 1268 i el 1815 va esdevenir capital del districte de Prússia. Fou durament bombardejada durant la Segona Guerra Mundial.